# جويمع (سيدي موسى)
جويمع ، زيتون هو دُوَّار يقع بجماعة دار بلعماري، إقليم سيدي سليمان، جهة الرباط سلا القنيطرة في المملكة المغربية. ينتمي الدوّار لمشيخة سيدي موسى التي تضم 8 دواوير. يقدر عدد سكانه بـ 942 نسمة حسب الإحصاء الرسمي للسكان والسكنى لسنة 2004.، ويبعد عن قرية دار بالعامري ب 10 كيلم تقريبا.

## روابط خارجية
- البوابة الوطنية للجماعات الترابية نسخة محفوظة 12 مارس 2018 على موقع واي باك مشين.
- المندوبية السامية للتخطيط